# Jagodić
Jagodić (andere Schreibvarianten Jagodic, Jagodič, Jagoditsch, Yagodich) ist ein Familienname, der sich aus dem weiblichen Vornamen Jagoda und dem slawischen Suffix -ić zusammensetzt.

## Ursprung und Überlieferung

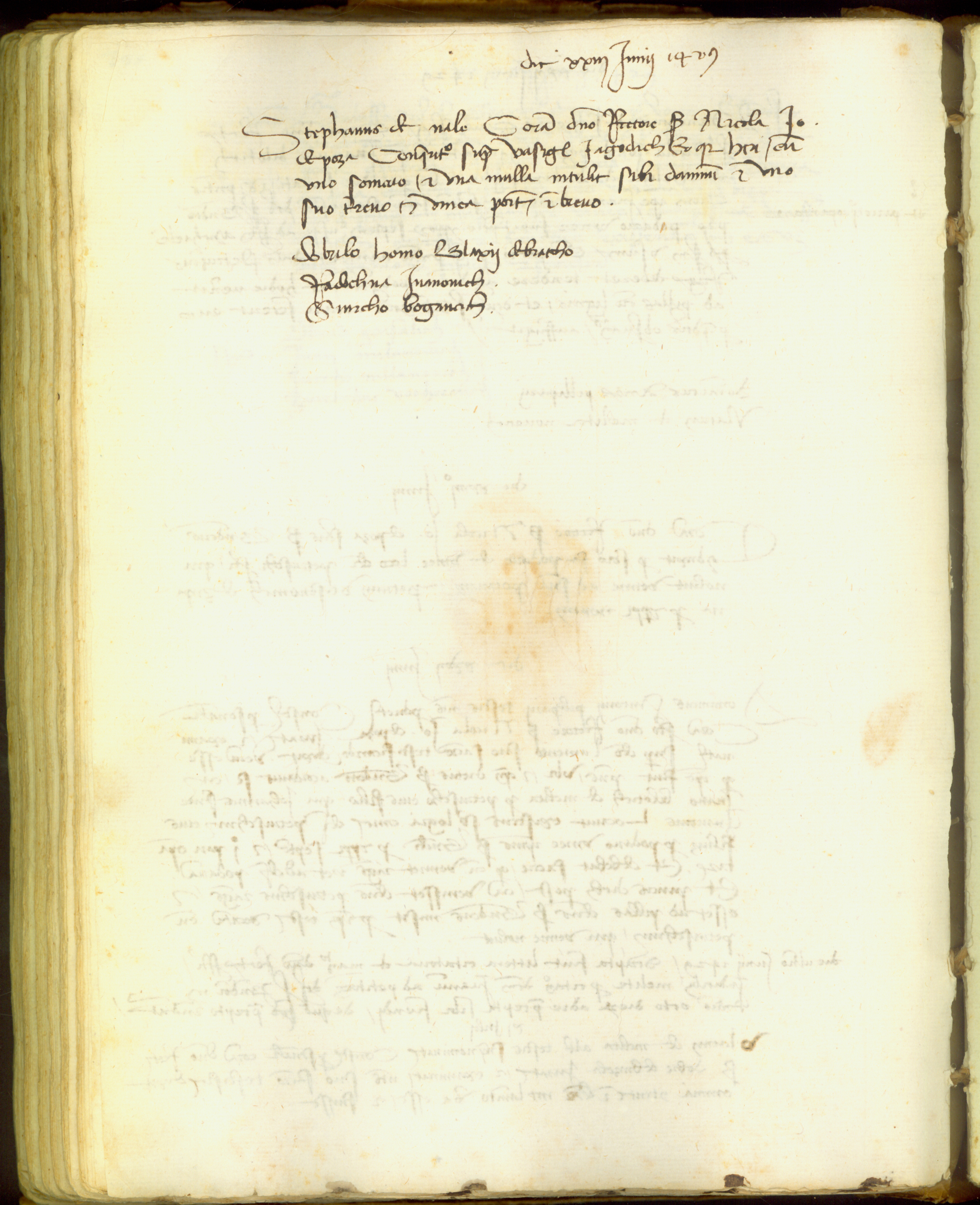
Lamenta de foris, VIII, 205v, 23. Juni 1429

Der Ursprung des Familiennamens Jagodić ist nicht abschließend geklärt, geht jedoch auf den weiblichen Vornamen Jagoda zurück. Somit handelt es sich um ein Matronym.
Einigen mündlichen Familienüberlieferungen nach führt der Nachname auf eine verwitwete Mutter oder Großmutter mit dem Namen Jagoda (Baba Jagoda) zurück. Es gibt Überlieferungen, wonach Vorfahren den Nachnamen ihres Fronherren angenommen haben, auf deren Anwesen sie dienten. Solche Erzählungen lassen sich insbesondere in Slawonien und anderen Gebieten innerhalb der historischen Militärgrenze finden. In einigen Erzählungen wurde der Mädchennamen der Mutter oder der Nachname des Stiefvaters angenommen. In anderen Überlieferungen wurde der Nachname von Hajducken aus Montenegro übernommen, welche damit ihre ursprüngliche Identität zu verwischen versuchten.
Die Erwähnung in mittelalterlichen und habsburgischen Archivdokumenten deutet auf einen Ursprung im Serbokroatischen Sprachraum hin. Die frühesten Belege zum Familiennamen Jagodić befinden sich im Staatsarchiv Dubrovnik.

### Verbreitung
Es gibt einige Tausend Namensträger des Nachnamens Jagodić in verschiedenen Schreibweisen. Die häufigsten Schreibweisen sind:
- Jagodić (60,4 %, in Serbien, Bosnien und Herzegowina und Kroatien)
- Jagodic (17,2 %, insbesondere in der Slowenischen Region  Kranj)
- Jagodič (11,3 %, in Slowenien, slowenisierte Schreibweise)
- Jagodics (4,7 %, in Ungarn, zusammen mit Jagodits und Jagodity)
- Jagoditsch (2,0 %, in Österreich)
- Yagodich (1,6 %, in Australien und den USA)

Nach Angaben der Genealogieinstituts Forebears DMCC leben die meisten Namensträger in Slowenien (ca. 1.500), gefolgt von Serbien (ca. 1.200) und Bosnien und Herzegowina (ca. 1.050) sowie Kroatien (ca. 800), wobei die Anzahl der Namensträger in Kroatien nach dem Zweiten Weltkrieg und nach dem Kroatienkrieg deutlich sank. Eine Vielzahl Namensträger serbischer Abstammung migrierte aus Virovitica, Osijek, Donji Miholjac und Karlovac in die Vojvodina. Einerseits erfolgte die Umsiedlung aufgrund der Kolonialisierungspolitik seit dem Ersten Weltkrieg, auf der anderen Seite durch Krieg und Vertreibung. Eine Vielzahl Namensträger kroatischer Abstammung migrierte bereits vor dem Zweiten Weltkrieg in die USA und nach Argentinien.

### Archiv
Die erste urkundliche Erwähnung des Nachnamen Jagodić befindet sich im mittelalterlichen Archiv der Stadt Dubrovnik. Dabei handelt es sich um ein Gerichtsdokument der Venezianischen Regierung in Dubrovnik (damals Ragusa). Darin wird ein Händler mit dem Namen Visgl Jagodich (lat. Vasilije Jagodić) vor Gericht gestellt, da dessen beladenen Maultiere in die Weingärten eines gewissen Stephanus de Nale einfielen. Der genaue Ausgang ist nicht bekannt, bezeugt wurde der Vorfall jedoch von anwesenden Gerichtszeugen. Der genaue Wortlaut im Gerichtsdokument lautet übersetzt:

#### Gerichtsklagen gegen Ausländer in Ragusa (Dubrovnik), VIII, 205v, 23. Juni 1429
«Stephanus de Nale, in Anwesenheit von Lord Rektor Nicola Jo. de Pozda klagt über Vasilije Jagodić. Am gestrigen Tage fielen dessen beladenen Maultiere in den Weingarten bei Breno ein und richteten dort einen Schaden an. Dies bezeugen Dobrilo (Walache aus Brajići), Radoša Ivanović und Simčo Bogovčić.“

#### Originaltext aus der Lamenta de foris, VIII, 205v, 23. Juni 1429
"Stephanus de Nale, coram domino Rectore ser Nicola Jo. de Poza conqueritur supra Vasigl Jagodich.
Eo quia heri eum uno somerio et una mulla intulit sibi damnum in uno suo tereno in vinea positis in Breno. Testes: Dobrilo homo Blaxii de Braicho, Radochna Iuanovich, Simcho Bogaucich."
Im 15. und 16. Jahrhundert fällt der Nachname außerdem in Belgrad, in der Umgebung von Čačak, sowie auf der Insel Brač, in Šibenik sowie im Kroatischen Zagorje. Seit dem 17. Jahrhundert tritt der Nachname Jagodić vermehrt an der Habsburgischen Militärgrenze und im Slawonischen Hinterland zum Vorschein.

## Adelsgeschlecht

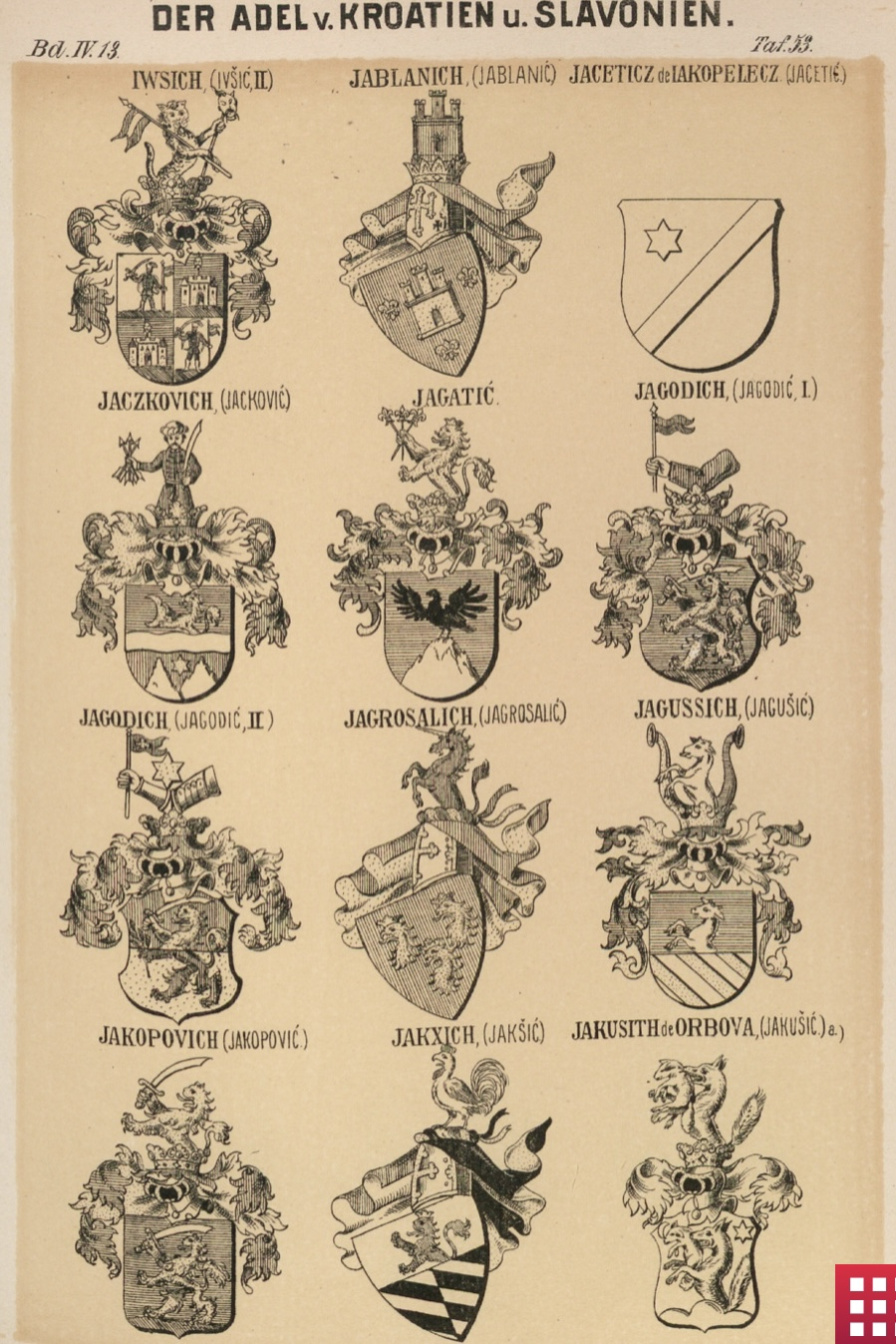
Wappenbuch Tafel 53, Jagodich

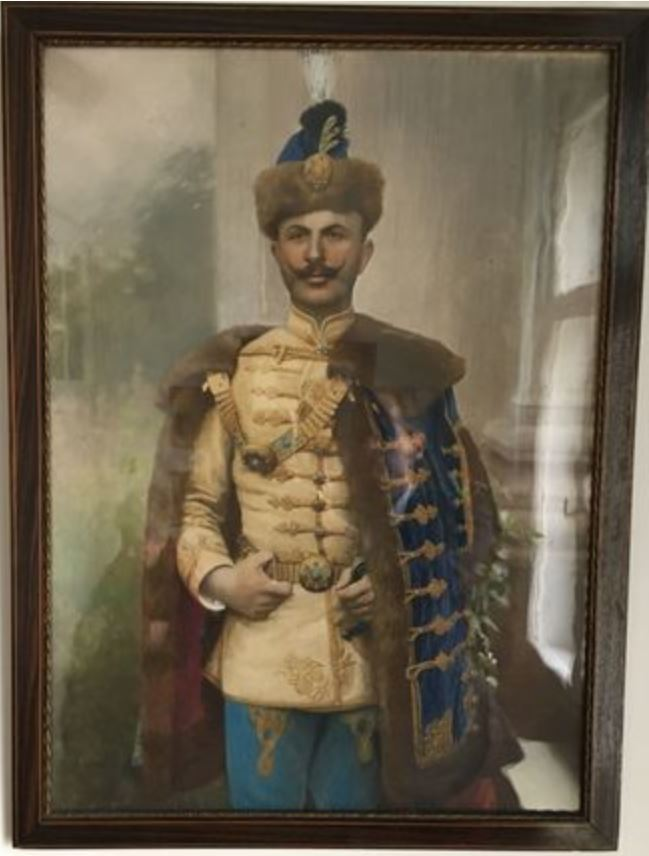
III. János Jagodics de Kernyécsa

In der Geschichte der habsburgischen Militärgrenze wurden drei Familien mit dem Nachnamen Jagodić in den Adelstand der Donaumonarchie erhoben.
- am 4. März 1714 erhielten Franz und Georg Jagodich, sowie Georgs Söhne Georg und Emerich den Adels- und Wappenbrief von König Karl III.[15]
- am 24. Oktober 1806 erhielten Alexius Jagodich, dessen Frau Rosalia Bernard und Kinder Michael, Franz, Alexius und Josefa den Adels- und Wappenbrief von König Franz II.[15] Die große Ähnlichkeit zum Wappen von Franz und Georg Jagodich lässt eine Verwandtschaft vermuten.
- am 17. September 1824 erhielt Spasoje Jagodić den Adels- und Wappenbrief von König Franz II. Die Familie trägt fortan den Beinamen Jagodics de Kernyecza.[16]

Nach dem Wappenbuch von Enver Ljubović entstammt der Grenz-Major Alexius Jagodich ursprünglich aus Klis bei Split. Er diente im Grenzregiment von Glina. Ein Teil übersiedelte in die Lika  in die Ortschaft Ličko Lešće, wo der Nachname noch heute anzutreffen ist. Nach Duišin entstammen alle drei derselben Familie Jagodić aus Livno, von wo aus sie ihre Militärlaufbahn im habsburgischen Grenzregiment antraten. Bis zum Ausbruch des Kroatienkrieg war der Familienname Jagodić in Livno frequent. Der Überlieferung nach liegt der geographische Ursprung des Nachnamens an der oberen Drina, von wo aus sie im 15. Jahrhundert über Sarajevo und später Travnik nach Livno übersiedelten.

## DNA-Projekt

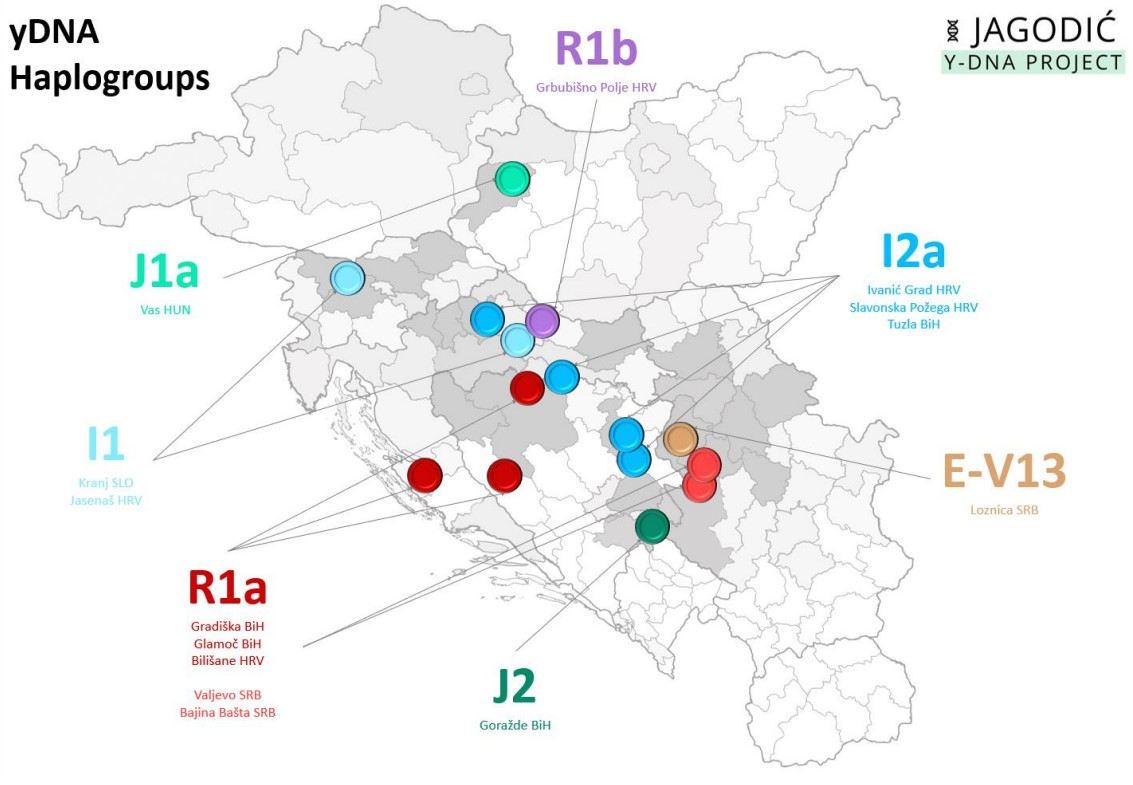
DNA Map - Jagodic DNA project

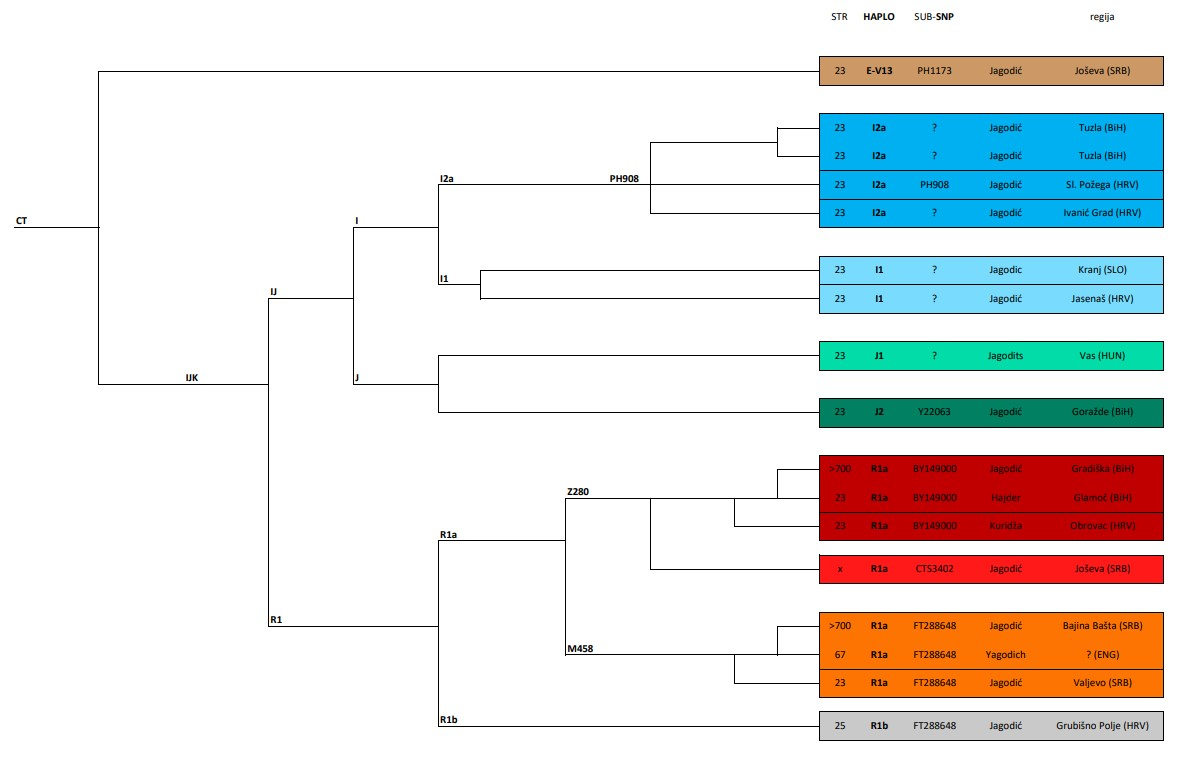
DNA Stammbaum - Jagodic DNA project

Im April 2022 wurde eine private DNA-Studie durchgeführt, mit dem Ziel, einen genetischen Stammbaum der Familie Jagodic zu erstellen. Bei der Studie nahmen fünfzehn Familien aus Ungarn, Slowenien, Kroatien, Bosnien und Herzegowina, Serbien und Australien teil, welche den Nachnamen Jagodić, respektive Jagodic, Jagodits und Yagodich tragen.
Die Studie wurde durch das Jagodic DNA Project in Zusammenarbeit mit FTDNA, YSEQ und dem DNK Centar in Belgrad durchgeführt. Die Ergebnisse der Studie sind auf der privaten Plattform der Familie Prezime-Jagodic publiziert.

## Bekannte Namensträger
- Petar „Kuridža“ Jagodić  (1666–1749 in Bukovica)
- Spasoje Jagodics de Kernecsai (1762–1845), ungarisch-serbischer Adel im Banat
- Hadži-Petko Jagodić (1810–1880), serbisch-orthodoxer Priester und Aufständischer
- Rudolf Jagoditsch (1892–1976), österreichischer Slawist
- Josip (Joza) Jagodić (1897–1973), Arzt aus Osijek, Gerechter unter den Völkern
- Ivan Jagodić  (1936–2010), Schauspieler
- Tomo "Tule" Jagodić (Volkssänger aus der Lika)
- Vlado Jagodic (Fußballtrainer aus Bosnien und Herzegowina)
- Zoran "Rule" Jagodić, Sänger
- Ema Jagodic (Miss Universum Slowenien 2011)
- Igor Jagodic (Michelin Star Chefkoch aus Slowenien)
- Stane Jagodič (Künstler)
- Marko Kuridža-Jagodić (Basketballspieler)